# Primera B de Chile 1999
Primera B de Chile 1999 var den näst högsta divisionen för fotboll i Chile under säsongen 1999. Serien spelades mellan sexton lag, som delades upp i två grupper där alla lag mötte varandra två gånger (en gång hemma och en gång borta). Alla lag fick bonuspoäng baserad på antalet inspelade poäng som de fick tillgodoräkna sig i nästa omgång, där alla lag slogs ihop till en serie och mötte varandra två gånger (en gång hemma och en gång borta). Efter den tabellen gick de två främsta upp och lagen på plats tre och fyra fick spela uppflyttningskval. Det sämst placerade laget flyttades ner. Deportes Temuco drog sig ur på grund av finansiella problem men fick spela kvar nästkommande säsong.

## Första omgången

### Norra gruppen
| Nr | Lag                  | S  | V | O | F | GM | IM | MS  | P  |
| -- | -------------------- | -- | - | - | - | -- | -- | --- | -- |
| 1  | Everton              | 14 | 8 | 4 | 2 | 19 | 11 | +8  | 28 |
| 2  | Magallanes           | 14 | 7 | 3 | 4 | 22 | 13 | +9  | 24 |
| 3  | Santiago Wanderers   | 14 | 7 | 3 | 4 | 23 | 15 | +8  | 24 |
| 4  | San Marcos de Arica  | 14 | 5 | 4 | 5 | 14 | 19 | −5  | 19 |
| 5  | Deportes Melipilla   | 14 | 5 | 3 | 6 | 20 | 17 | +3  | 18 |
| 6  | Deportes Ovalle      | 14 | 4 | 4 | 6 | 9  | 17 | −8  | 16 |
| 7  | Unión San Felipe     | 14 | 3 | 5 | 6 | 13 | 16 | −3  | 14 |
| 8  | Deportes Antofagasta | 14 | 2 | 4 | 8 | 16 | 28 | −12 | 10 |

### Södra gruppen
| Nr | Lag                       | S  | V | O | F | GM | IM | MS  | P  |
| -- | ------------------------- | -- | - | - | - | -- | -- | --- | -- |
| 1  | Unión Española            | 12 | 7 | 3 | 2 | 26 | 14 | +12 | 24 |
| 2  | Colchagua                 | 12 | 5 | 3 | 4 | 19 | 17 | +2  | 18 |
| 3  | Provincial Osorno         | 12 | 5 | 3 | 4 | 24 | 24 | 0   | 18 |
| 4  | Universidad de Concepción | 12 | 4 | 5 | 3 | 24 | 21 | +3  | 17 |
| 5  | Fernández Vial            | 12 | 4 | 4 | 4 | 15 | 9  | +6  | 16 |
| 6  | Ñublense                  | 12 | 3 | 3 | 6 | 19 | 21 | −2  | 12 |
| 7  | Deportes Linares          | 12 | 2 | 3 | 7 | 8  | 29 | −21 | 9  |
| 8  | Deportes Temuco           | 0  | 0 | 0 | 0 | 0  | 0  | 0   | 0  |

## Andra omgången
| Nr | Lag                       | S  | V  | O  | F  | GM | IM | MS  | P  |
| -- | ------------------------- | -- | -- | -- | -- | -- | -- | --- | -- |
| 1  | Unión Española            | 28 | 16 | 8  | 4  | 56 | 26 | +30 | 70 |
| 2  | Santiago Wanderers        | 28 | 16 | 8  | 4  | 48 | 22 | +26 | 68 |
| 3  | Everton                   | 28 | 16 | 6  | 6  | 40 | 26 | +14 | 68 |
| 4  | Provincial Osorno         | 28 | 14 | 4  | 10 | 45 | 36 | +9  | 56 |
| 5  | Deportes Ovalle           | 28 | 12 | 7  | 9  | 43 | 32 | +11 | 51 |
| 6  | San Marcos de Arica       | 28 | 11 | 6  | 11 | 35 | 41 | −6  | 49 |
| 7  | Deportes Antofagasta      | 28 | 12 | 7  | 9  | 36 | 34 | +2  | 48 |
| 8  | Deportes Melipilla        | 28 | 10 | 8  | 10 | 45 | 36 | +9  | 47 |
| 9  | Universidad de Concepción | 28 | 10 | 5  | 13 | 42 | 43 | −1  | 45 |
| 10 | Fernández Vial            | 28 | 8  | 10 | 10 | 28 | 38 | −10 | 43 |
| 11 | Magallanes                | 28 | 8  | 6  | 14 | 30 | 45 | −15 | 42 |
| 12 | Ñublense                  | 28 | 8  | 5  | 15 | 28 | 46 | −18 | 36 |
| 13 | Deportes Linares          | 28 | 7  | 9  | 12 | 35 | 42 | −7  | 35 |
| 14 | Unión San Felipe          | 28 | 6  | 9  | 13 | 31 | 47 | −16 | 34 |
| 15 | Colchagua                 | 28 | 4  | 6  | 18 | 27 | 55 | −28 | 28 |
| 16 | Deportes Temuco           | 0  | 0  | 0  | 0  | 0  | 0  | 0   | 0  |

## Uppflyttningskval
| Lag 1             | Totalt | Lag 2            | Match 1 | Match 2 |
| ----------------- | ------ | ---------------- | ------- | ------- |
| Everton           | 2–0    | Deportes Iquique | 1–0     | 1–0     |
| Provincial Osorno | 7–5    | Cobresal         | 4–3     | 3–2     |